# Каламата (аеропорт)
Міжнародний аеропорт Каламата (грец. Κρατικός Αερολιμένας Καλαμάτας), також Капітан Васіліс Константакопулос (IATA: KLX, ICAO: LGKL) — аеропорт у місті Каламата, Греція.

## Військова база
На захід від злітно-посадочної смуги знаходиться військова база Грецьких військово-повітряних сил, яка використовує ту ж злітно-посадкову смугу що й комерційні літаки.

## Історія
- 1959 - відкриття міжнародного аеропорту Каламата
- 1986 - розпочаті чартерні рейси з аеропорту
- 1991 - було побудовано новий льотний термінал
- 1991 - передано грецькій цивільній авіації

## Авіалінії та напрямки, серпень 2019
| Авіакомпанія                  | Пункт призначення |
| ----------------------------- | --- |
| Aegean Airlines               | Сезонний: Дюссельдорф, Копенгаген, Ларнака, Ліон, Мілан–Мальпенса, Москва-Домодєдово, Мюнхен, Нант, Париж-Шарль де Голль,Стокгольм-Арланда |
| Air Horizont                  | Сезонний чартер: Мілан–Мальпенса |
| Austrian Airlines             | Сезонний: Відень |
| Arkia                         | Сезонний чартер: Тель-Авів |
| British Airways               | Сезонний: Лондон-Хітроу |
| Brussels Airlines             | Сезонний: Брюссель |
| Condor                        | Сезонний: Дюссельдорф, Франкфурт, Гамбург, Мюнхен                                                                                          |
| easyJet                       | Сезонний: Лондон-Гатвік, Манчестер |
| Edelweiss Air                 | Сезонний: Цюрих |
| Eurowings                     | Сезонний: Відень |
| Lauda                         | Сезонний: Відень |
| Olympic Air                   | Салоніки (PSO) |
| Ryanair                       | Сезонний: Мілан-Бергамо, Лондон-Станстед, Піза, Софія                                                                                      |
| Scandinavian Airlines         | Сезонний чартер: Осло-Гардермуен |
| Swiss International Air Lines | Сезонний: Женева |
| TAROM                         | Сезонний чартер: Бухарест |
| Thomas Cook Airlines          | Сезонний: Бірмінгем, Лондон-Гатвік, Манчестер                                                                                              |
| Transavia                     | Сезонний: Амстердам |
| Travel Service Airlines       | Сезонний чартер: Братислава, Ліон, Нант, Прага                                                                                             |
| TUIfly Belgium                | Сезонний: Лілль |